# Peter O'Connor
Peter O'Connor (né le 24 octobre 1872 à Millom, Cumberland, Angleterre au Royaume-Uni et mort le 9 novembre 1957) était un athlète irlandais, qui fut champion olympique du triple saut.

## Carrière
O'Connor grandit à Wicklow, County Wicklow, en Irlande. Il rejoint la Gaelic Athletic Association (GAA) en 1896. En 1899, il remporte les médailles panirlandaises en saut en longueur, en hauteur et en « hop, step and jump » (triple saut). Pendant les dix années suivantes, il bat à de nombreuses reprises les Britanniques dans des compétitions internationales. L'Amateur Athletic Association (britannique) le sélectionne pour représenter la Grande-Bretagne aux Jeux de 1900, mais il décline cette invitation, ne souhaitant représenter que l'Irlande.
Le record du monde du saut en longueur qu'il réalise à Dublin en 1901 (7,61 m) reste une référence pendant plus de trente ans.

## Jeux olympiques
- Jeux olympiques intercalaires de 1906 à Athènes  Grèce:
  -  Médaille d'or en triple saut.
  -  Médaille d'argent en saut en longueur.